# Соасонски домен
Соасонски домен, такође познат и као Гало-римски домена (фр. Domaine gallo-romain), Краљевина Соасон, Егидијево краљевство или Сијагријево краљевство је назив који разни историчари користе за галоримску државу која је постојала на подручју данашње северне Француске од 461. до 486. године и која се сматра последњим државноправним остатком Западног римског царства.
Почетком 5. века је за време Велике сеобе народа и после колапса дотадашњег лимеса тадашња римска Галија постала одредиштем миграције бројних германских народа који су се населили на њеном подручју, формално као федерати (савезничке трупе) Царства које је у неколико деценија изгубило свој ауторитет и моћ. Једно од подручја које се успело одупрети тим процесима био је појас између реке Соме на северу и реке Лоаре на југу и где су Галоримљани успели да очувају свој начин живота и политичку организацију.
Године 461. тим подручјем је као magister militum управљао римски генерал Егидије. Када је исте године западноримског цара Мајоријана убио генерала и de facto господара Царства Рицимер, Егидије је њему и новом незаконитом цару Либије Северу отказао послушност. Рицимер, међутим, није реаговао јер су у међувремену Бургунди заузели долину Роне створивши тако својеврсну тампон-зону између Рицимеру верних подручја у Италији и на медитеранској обали Галије. Егидије је, пак, склопио савез са Францима на северу и уз њихову помоћ успешно сузбио нападе Визиготског краљевства с подручја јужно од Лоаре. Године 464/5. је умро у мистериозним околностима, а након великодостојника Павла, наследио га је син Сијагрије.
Сијагријева држава је успела опстати следеће три деценије, при чему је надживела и Западно царство, које је престало постојати 476/480. Након безуспешних покушаја ступања у контакт са источноримским царем Зеноном је била de facto самостална држава, иако је Сијагрије инсистирао да није цар, односно да влада тек једном провинцијом. За себе је узео назив dux (војвода), али су његови германски суседи за њега користили титулу "краљ Римљана".
Након смрти франачког краља Хилдерика I године 481/82. престо је преузео његов агресивни син Хлодовех који је управо у Сијагријевој држави видео најлакшу мету за франачку експанзију. Започео је рат завршен битком код Соасона у којој је Сијагрије поражен, а његова држава нестала, односно анектирало га је Франачко краљевство.